# Joseph Chamberlain
Joseph Chamberlain (8 de julho de 1836 — 2 de julho de 1914) foi um estadista britânico que primeiro foi um liberal radical, então, depois de se opor ao governo da Irlanda, um sindicalista liberal, e finalmente serviu como um imperialista líder na coalizão com os conservadores. Ele foi pai, por diferentes casamentos, de Austen Chamberlain e do Primeiro Ministro Neville Chamberlain.

## Carreira
Chamberlain fez carreira em Birmingham, primeiro como fabricante de parafusos e depois como notável prefeito da cidade. Ele era um membro radical do Partido Liberal e um oponente do Ato de Educação Elementar de 1870 com base no fato de que isso poderia resultar no subsídio às escolas da Igreja da Inglaterra com o dinheiro dos contribuintes locais. Como um empresário por méritos próprios, ele nunca frequentou a universidade e tinha desprezo pela aristocracia. Ele entrou na Câmara dos Comuns aos 39 anos de idade, relativamente tarde na vida em comparação com políticos de origens mais privilegiadas. Chegando ao poder por meio de sua influência na organização liberal de base, ele atuou como Presidente da Junta Comercial do Segundo Governo de Gladstone (1880-1885). Na época, Chamberlain era notável por seus ataques ao líder conservador Lord Salisbury, e nas eleições gerais de 1885 ele propôs o "Unauthorised Programme", que não foi promulgado, de benefícios para trabalhadores agrícolas recém-emancipados, incluindo o slogan prometendo "três acres e uma vaca". Chamberlain renunciou ao Terceiro Governo de Gladstone em 1886 em oposição ao Home Rule irlandês. Ele ajudou a engendrar uma divisão do Partido Liberal e se tornou um Unionista Liberal, um partido que incluía um bloco de parlamentares baseado em Birmingham e arredores.
A partir da eleição geral de 1895, os sindicalistas liberais estiveram em coalizão com o Partido Conservador, sob o ex-oponente de Chamberlain, Lord Salisbury. Nesse governo, Chamberlain promoveu a Lei de Compensação dos Trabalhadores de 1897. Ele serviu como Secretário de Estado para as Colônias, promovendo uma variedade de esquemas para construir o Império na Ásia, África e nas Índias Ocidentais. Ele foi o principal responsável por causar a Segunda Guerra dos Bôeres (1899–1902) na África do Sul e foi o ministro do governo mais responsável pelo esforço de guerra. Ele se tornou uma figura dominante na reeleição do Governo Unionista nas "Eleições Khaki" em 1900. Em 1903, ele renunciou ao Gabinete para fazer campanha pela reforma tarifária (ou seja, impostos sobre as importações em oposição à política existente de livre comércio sem tarifas). Ele obteve o apoio da maioria dos parlamentares sindicalistas para essa postura, mas os sindicalistas sofreram uma derrota esmagadora nas eleições gerais de 1906. Pouco depois das celebrações públicas de seu 70º aniversário em Birmingham, ele foi incapacitado por um derrame, encerrando sua carreira pública.
Apesar de nunca ter se tornado primeiro-ministro, ele foi um dos mais importantes políticos britânicos de sua época, além de renomado orador e reformador municipal. O historiador David Nicholls observa que sua personalidade não era atraente: ele era arrogante, implacável e muito odiado. Ele nunca teve sucesso em suas grandes ambições. No entanto, ele foi um organizador de base altamente proficiente dos instintos democráticos e desempenhou um papel central na vitória da Segunda Guerra dos Bôeres. Ele é mais famoso por definir a agenda das políticas coloniais, estrangeiras, tarifárias e municipais britânicas e por dividir profundamente os dois principais partidos políticos do Reino Unido.